# Andreas Gottlob Schwarz
Andreas Gottlob Schwarz (* 1743 in Leipzig; † 26. Dezember 1806 in Ansbach) war ein deutscher Komponist und Fagottist.

## Leben
Schwarz erhielt seine Ausbildung beim Hofmusiker Müller in Karlsruhe. Als jugendliches Mitglied eines Hautboistencorps nahm er am Siebenjährigen Krieg teil, danach war Gardemusiker des Herzogs Carl Eugen von Württemberg. Fagottist der Hofmusik, die unter Leitung von Niccolò Jommelli stand, war er von 1769 bis 1775. 1776 wechselte er in die Hofkapelle des Markgrafen Karl Alexander von Brandenburg-Ansbach-Bayreuth und erhielt dort 1786 die Stelle eines Kammervirtuosen.
Ausgedehnte, vom Markgrafen genehmigte Konzertreisen führten ihn ab 1787 durch England, Frankreich, Polen und Deutschland, wo er Auftritte in London, Paris, Amsterdam, Berlin, Wien und kleineren Städten hatte, die seinen Ruf als einen der ausgezeichnetsten deutschen Fagottisten festigten.

## Werke
Von seinen Kompositionen sind ein Fagottkonzert in F-Dur, zwei Fagottsonaten in B-Dur und ein Tantum ergo für vier Singstimmen, Orchester und Orgel im RISM Verzeichnis gelistet.